# Antleryt
Antleryt – bardzo rzadki minerał z grupy siarczanów.  
Nazwany w 1889 roku przez Williama F. Hillebranda od miejsca występowania - kopalnia Antler w hrabstwie Mohave w Arizonie. 

## Charakterystyka

### Właściwości
Krystalizuje w układzie rombowym. Zazwyczaj tworzy kryształy o pokroju tabliczkowym, grubotabliczkowym, słupkowym, krótkosłupkowym, włóknistym i igiełkowym. Występuje w skupieniach ziarnistych, łuskowatych, włóknistych, proszkowych. Jest minerałem kruchym oraz półprzezroczystym. Rozpuszcza się w kwasie siarkowym, stapia się w płomieniu dmuchawki. Jest podobny do brochantytu.

### Występowanie
Jest minerałem wtórnym. Występuje w strefie utleniania kruszców miedzi ubogich w węglany w suchym klimacie. Najczęściej współwystępuje z takimi minerałami jak: krohnkitem, atacamitem, brochantytem, malachitem, chalkopirytem, azurytem, hematytem, gipsem, kwarcem, kuprytem, fluorytem, kalcytem i chalkozynem.  

### Miejsca występowania
Niemcy – Wolfach, Słowacja – Spana Dolina, Australia, Austria, Francja, Grecja, Włochy, Hiszpania, Wielka Brytania, Kanada, Chile – Chuquicamata, USA (Arizona, Utah, Nevada, Kalifornia, Alaska), Meksyk.

### Zastosowanie
- ruda miedzi;